# Toledo, Tây Ban Nha
Toledo (tiếng Anh: /toʊˈleɪdoʊ/ (toe-LAY-dough); tiếng Tây Ban Nha: [toˈleðo]; tiếng Latinh: Toletum, tiếng Ả Rập: طليطلة, DIN: Ṭulayṭulah) nằm ở giữa Tây Ban Nha , 70 km về phía nam của Madrid bên bờ sông Tagus. Nó là tỉnh lỵ của tỉnh Toledo, cũng như cộng đồng tự trị Castilla-La Mancha và là trụ sở của tổng giáo phận Toledo. Cùng với Segovia và Ávila đó là 3 thành phố lịch sử nằm chung quanh thủ đô Tây Ban Nha.

## Huy hiệu
Thị trấn cấp huy hiệu vào thế kỷ thứ 16, với 1 vai trò đặc quyền dựa trên huy hiệu Tây Ban Nha.

## Thành phố kết nghĩa
Toledo thành phố kết nghĩa và chị em với:
- Agen, Pháp, từ 22 tháng 6, 1973[3][4]
- Aachen, Đức, từ 13 tháng 10 năm 1984[3]
- Corpus Christi, Texas, Hoa Kỳ, từ 5 tháng 9, 1989[3]
- Damas, Syria, từ 19 tháng 4, 1994[3]
- Guanajuato (thành phố), México, từ 20 tháng 10 năm 1978[3]
- La Habana, Cuba, từ 2006[3]
- Nara (thành phố), Nhật Bản, từ 11 tháng 9, 1972[3]
- Safed, Israel, từ 8 tháng 9, 1981[3]
- Toledo, Ohio, Hoa Kỳ, từ 1931[3]
- Veliko Tarnovo, Bulgaria, 25 tháng 3, 1983[3]
- Heraklion, Hy Lạp, từ ngày 10 tháng 6 năm 2014

## Hình ảnh

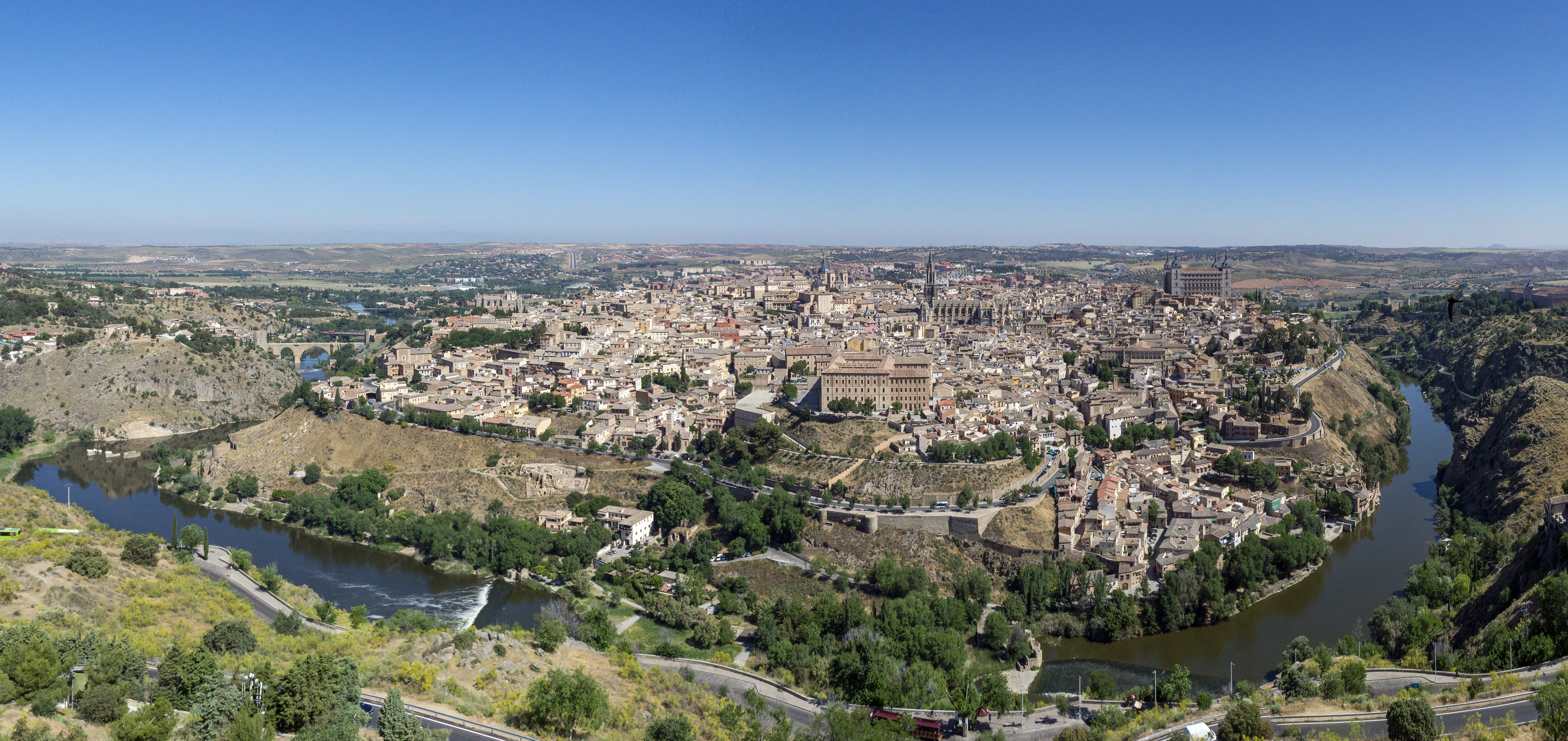
Cảnh thành phố và dòng sông xung quanh
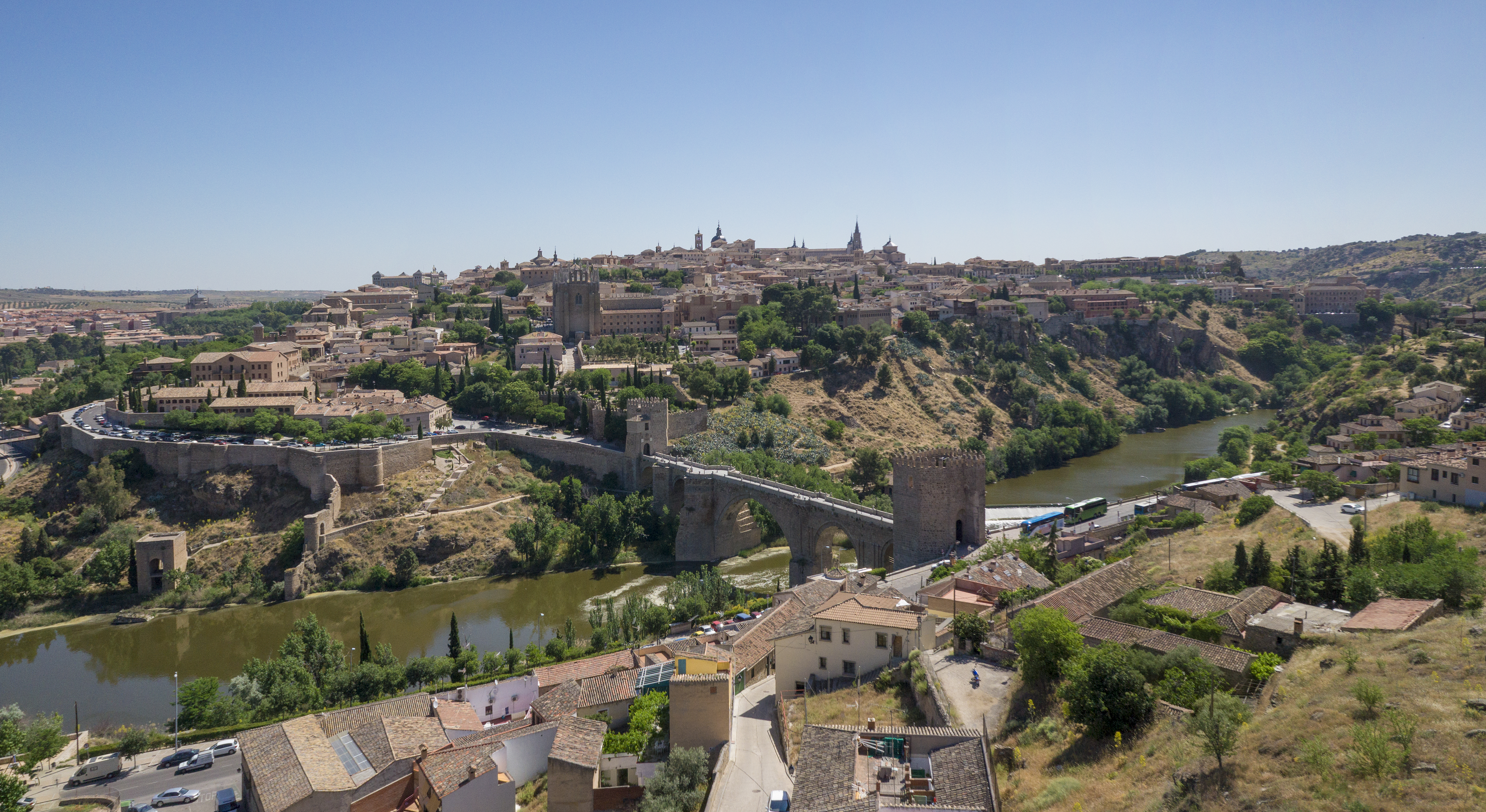
Cảnh từ cầu San Martin
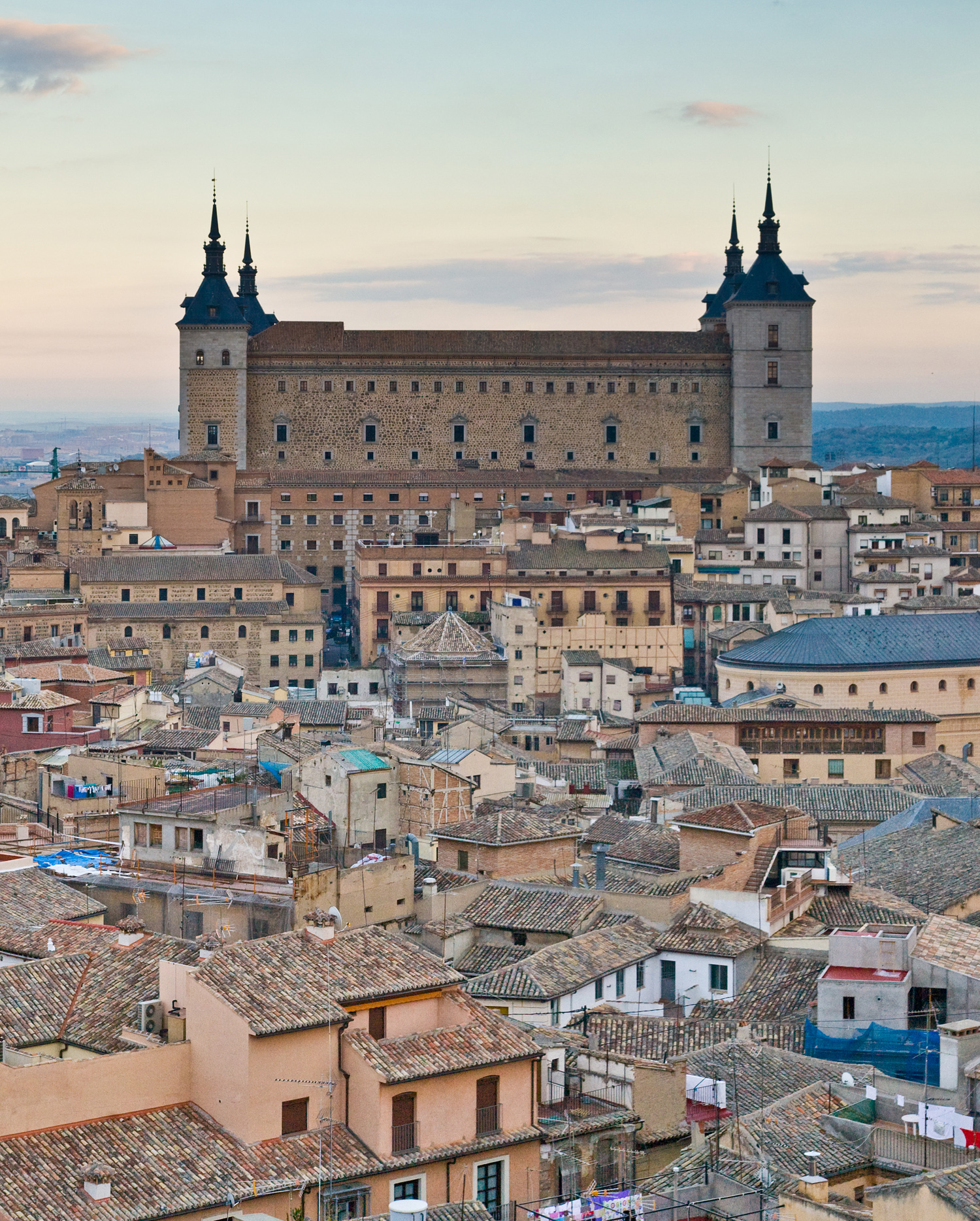
Alcázar của Toledo
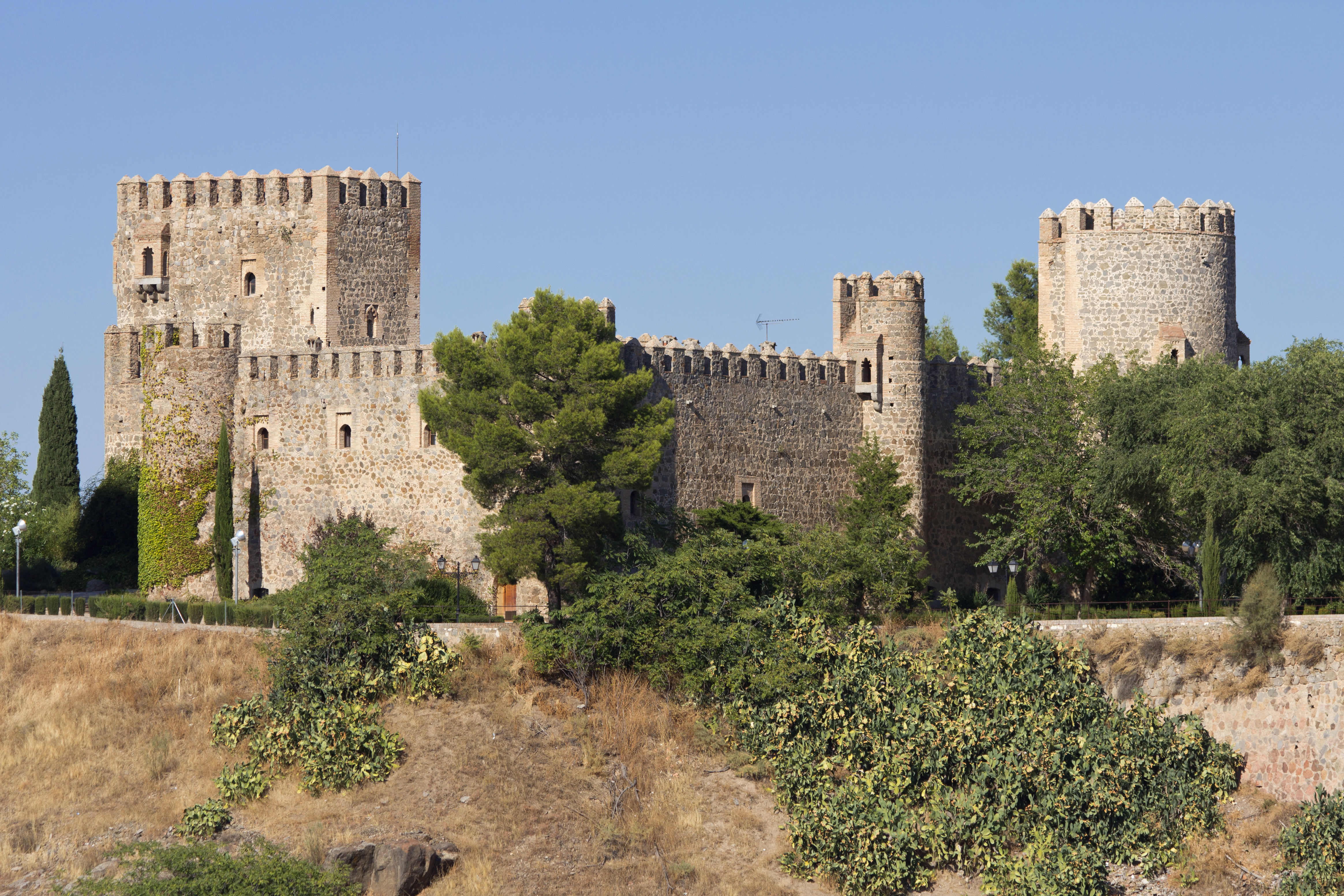
Lâu đài San Servando
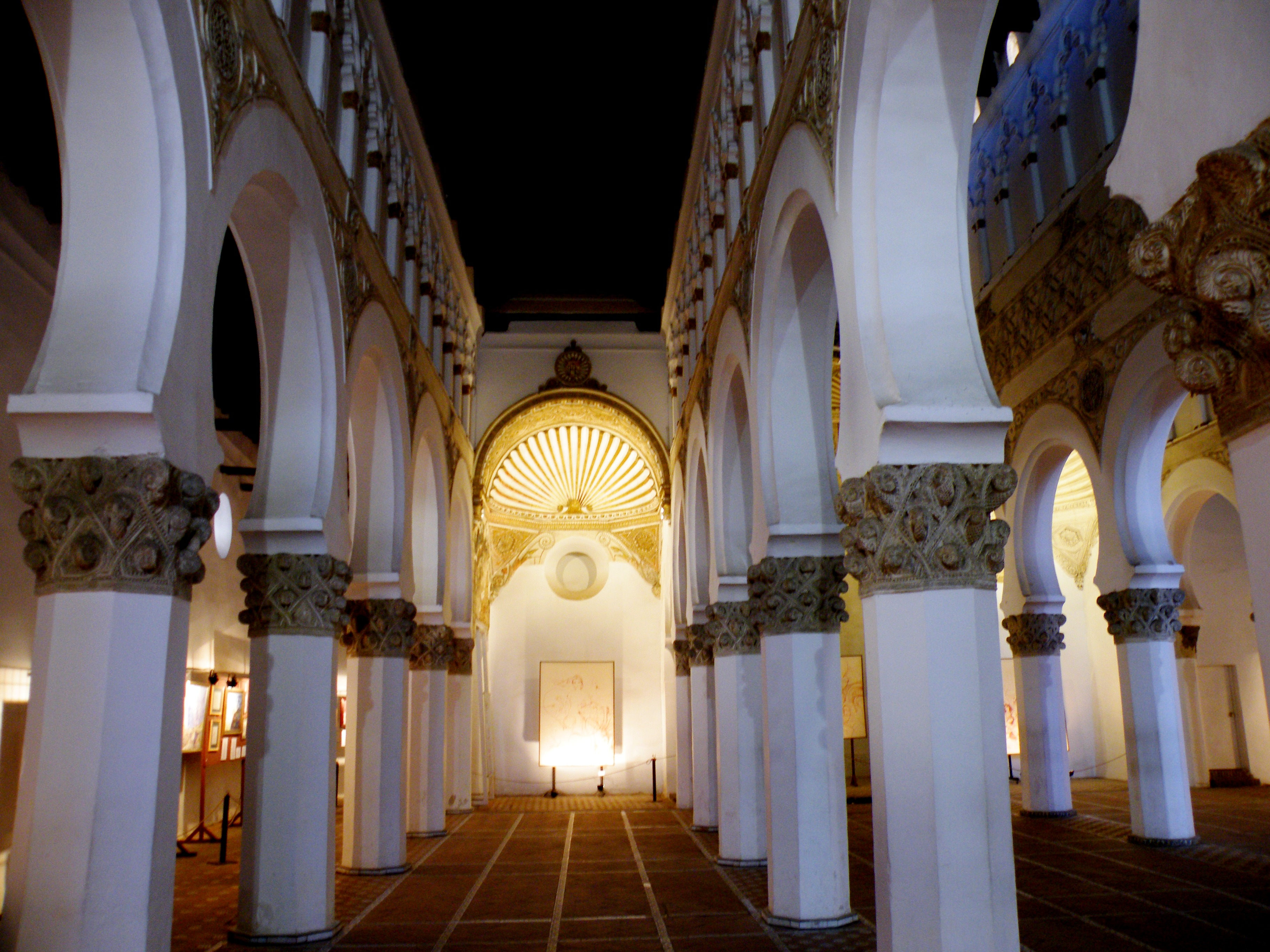
Santa María la Blanca
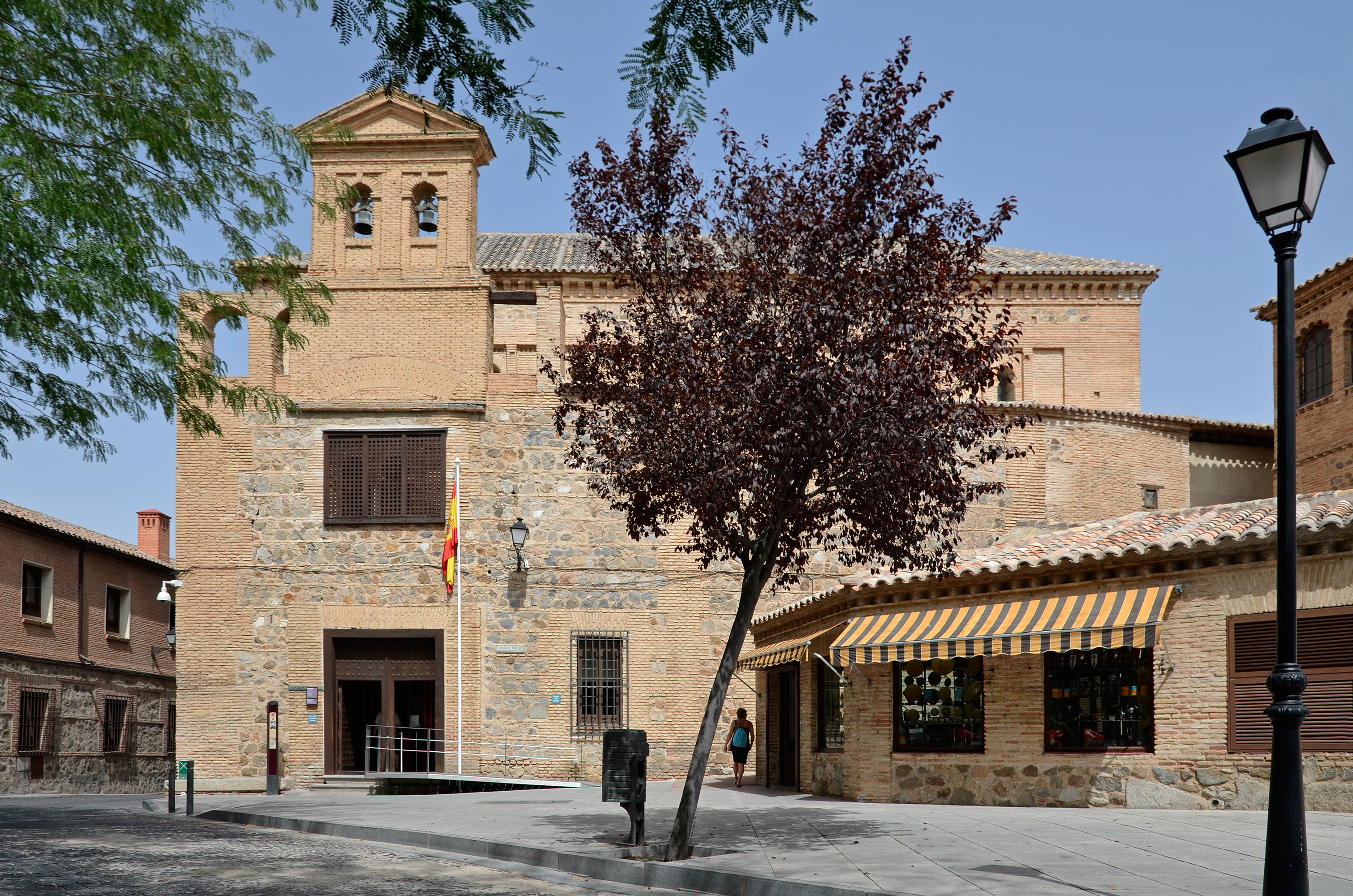
Synagogue of El Transito
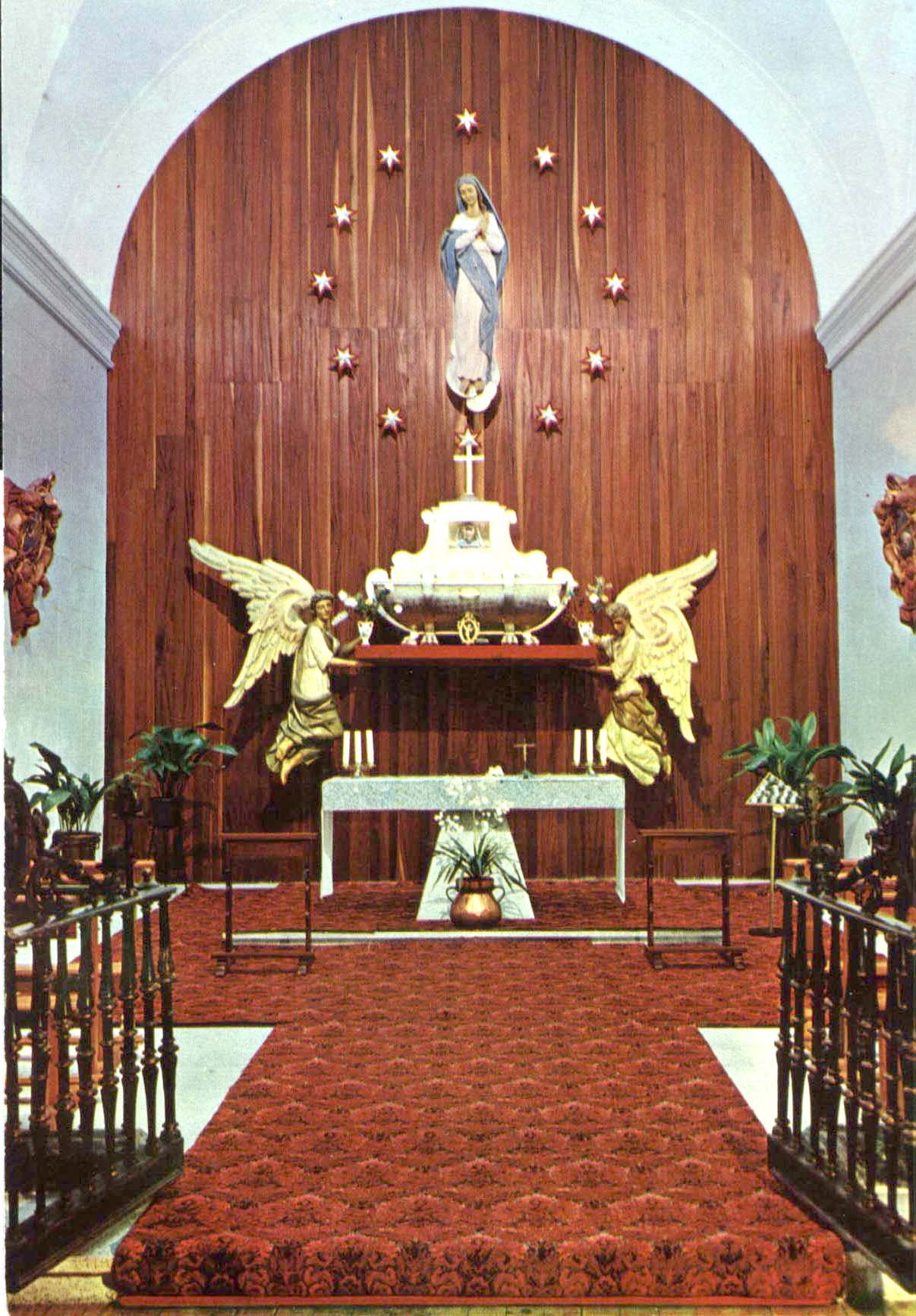
Mộ Beatrice of Silva tại tu viện Conceptionist

## Khí hậu
Toledo có khí hậu bán khô hạn (Köppen: BSk) giống với các đặc tính của khí hậu Địa Trung Hải ở tìm thấy đa số các nơi ở Tây Ban Nha. Mùa đông ấm, trong khi mùa hè nóng và khô. Lượng mưa thấp thường tập trung ở mùa đông và đầu xuân. Nhiệt độ cao nhất trong kỷ lục là 43.1 °C (109.58 °F) vào ngày 10 tháng 8 năm 2012; nhiệt độ thấp nhất là −9.1 °C (15.6 °F) vào ngày 27 tháng 1 năm 2005.
| Tháng                                    | 1           | 2           | 3           | 4           | 5           | 6            | 7            | 8            | 9            | 10          | 11          | 12          | Năm          |
| ---------------------------------------- | ----------- | ----------- | ----------- | ----------- | ----------- | ------------ | ------------ | ------------ | ------------ | ----------- | ----------- | ----------- | ------------ |
| Cao kỉ lục °C (°F)                       | 22.0 (71.6) | 23.8 (74.8) | 27.1 (80.8) | 31.6 (88.9) | 37.4 (99.3) | 40.7 (105.3) | 42.4 (108.3) | 42.0 (107.6) | 40.3 (104.5) | 33.2 (91.8) | 25.6 (78.1) | 22.2 (72.0) | 42.4 (108.3) |
| Trung bình ngày tối đa °C (°F)           | 11.5 (52.7) | 14.0 (57.2) | 18.1 (64.6) | 19.9 (67.8) | 24.2 (75.6) | 30.5 (86.9)  | 34.6 (94.3)  | 34.0 (93.2)  | 29.0 (84.2)  | 22.1 (71.8) | 15.6 (60.1) | 11.6 (52.9) | 22.1 (71.8)  |
| Trung bình ngày °C (°F)                  | 6.4 (43.5)  | 8.3 (46.9)  | 11.6 (52.9) | 13.5 (56.3) | 17.6 (63.7) | 23.2 (73.8)  | 26.8 (80.2)  | 26.3 (79.3)  | 22.0 (71.6)  | 16.1 (61.0) | 10.5 (50.9) | 7.1 (44.8)  | 15.8 (60.4)  |
| Tối thiểu trung bình ngày °C (°F)        | 1.3 (34.3)  | 2.6 (36.7)  | 5.0 (41.0)  | 7.2 (45.0)  | 11.0 (51.8) | 15.9 (60.6)  | 18.9 (66.0)  | 18.6 (65.5)  | 14.9 (58.8)  | 10.2 (50.4) | 5.3 (41.5)  | 2.5 (36.5)  | 9.5 (49.1)   |
| Thấp kỉ lục °C (°F)                      | −9.6 (14.7) | −9.0 (15.8) | −5.8 (21.6) | −2.6 (27.3) | −0.3 (31.5) | 4.3 (39.7)   | 10.0 (50.0)  | 10.0 (50.0)  | 5.4 (41.7)   | 0.0 (32.0)  | −5.6 (21.9) | −8.0 (17.6) | −9.6 (14.7)  |
| Lượng Giáng thủy trung bình mm (inches)  | 26 (1.0)    | 25 (1.0)    | 23 (0.9)    | 39 (1.5)    | 44 (1.7)    | 24 (0.9)     | 7 (0.3)      | 9 (0.4)      | 18 (0.7)     | 48 (1.9)    | 39 (1.5)    | 41 (1.6)    | 342 (13.5)   |
| Số ngày giáng thủy trung bình (≥ 1.0 mm) | 5           | 5           | 4           | 6           | 6           | 3            | 1            | 2            | 3            | 7           | 6           | 6           | 54           |
| Độ ẩm tương đối trung bình (%)           | 76          | 69          | 59          | 58          | 54          | 45           | 39           | 41           | 51           | 66          | 74          | 79          | 59           |
| Số giờ nắng trung bình tháng             | 151         | 172         | 228         | 249         | 286         | 337          | 382          | 351          | 260          | 210         | 157         | 126         | 2.922        |
| Nguồn: Agencia Estatal de Meteorologia   |             |             |             |             |             |              |              |              |              |             |             |             |              |